# الدوري التشيكوسلوفاكي 1987–88
الدوري التشيكوسلوفاكي 1987–88 هو الموسم 81 من الدوري التشيكوسلوفاكي ‏. أشرف على تنظيمه اتحاد جمهورية التشيك لكرة القدم، وكان عدد الأندية المشاركة فيه 16، وفاز فيه سبارتا براغ.